# T-34 (Film)
T-34 ist ein russischer Kriegs- und Actionfilm aus dem Jahr 2018.

## Handlung
Im Herbst 1941 kommt der junge Unterleutnant Nikolai Iwuschkin direkt von der Ausbildung an die Front. Er erhält den Auftrag, mit dem einzigen noch verbliebenen Panzer seines Bataillons, einem T-34/76 Modell 1941, ein kleines Dorf kurz vor Moskau gegen eine ganze Anzahl anrückender deutscher Panzer III Ausf. J zu verteidigen. Nachdem er mehrere deutsche Panzer abgeschossen hat, wird auch sein eigener Panzer getroffen und Iwuschkin gerät in Gefangenschaft.

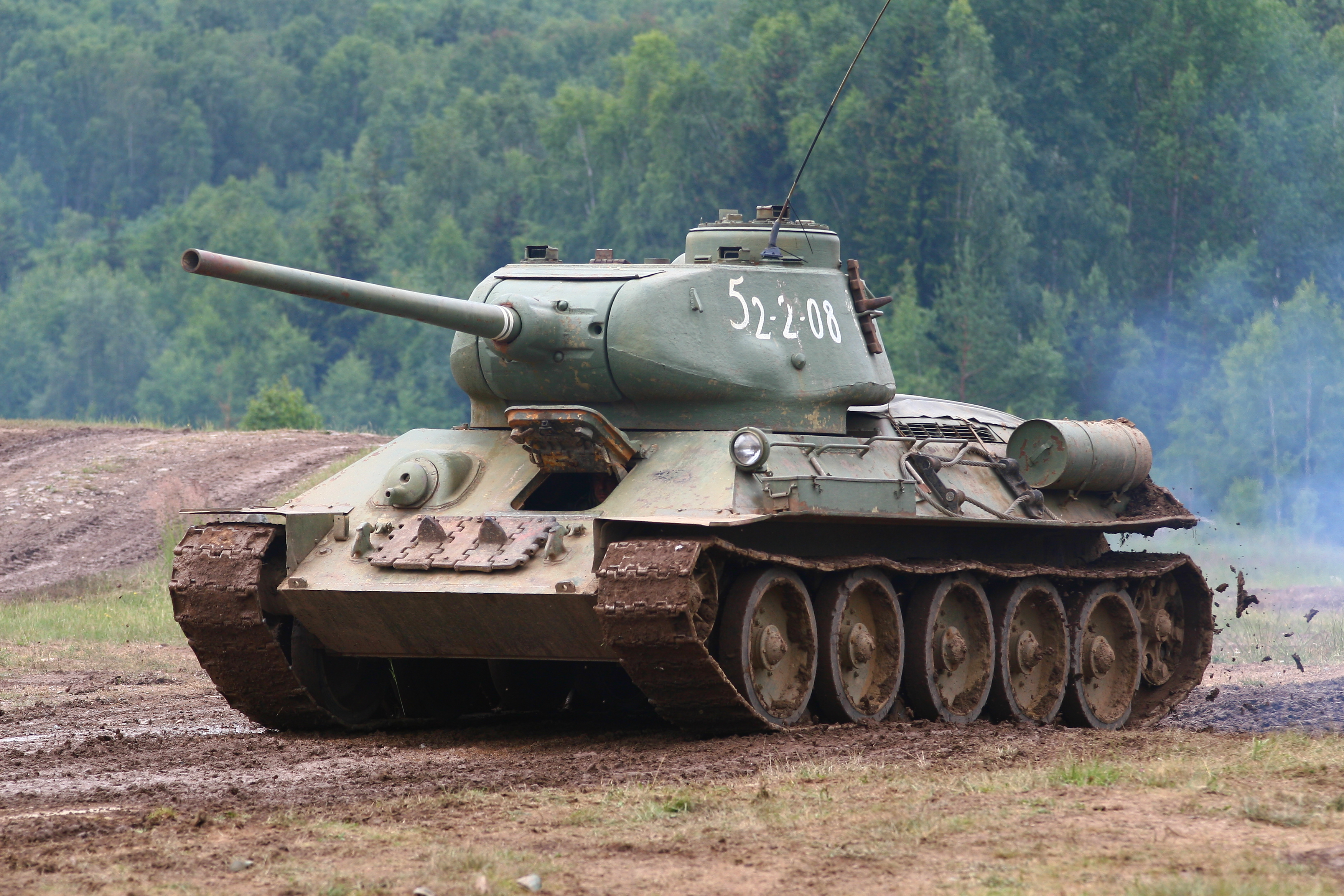
Panzer des Typs T-34/85

Drei Jahre später ist die Rote Armee bedrohlich nahe an die Grenzen des Deutschen Reiches herangerückt. Standartenführer (Oberst) Klaus Jäger, der damals die von Iwuschkin aufgeriebene Panzereinheit befehligt hat, schlägt zunächst Heinz Guderian und dann Heinrich Himmler ein besonderes Training für die Rekruten der 12. SS-Panzer-Division „Hitlerjugend“ vor, nämlich ein Gefecht gegen einen erbeuteten sowjetischen Panzer der neuesten Bauart T-34/85, der eine wesentlich größere Kanone besitzt als Iwuschkins alter T-34. Dieser soll von kriegsgefangenen sowjetischen Panzersoldaten gefahren werden, die für diesen Einsatz allerdings keine Munition erhalten. Himmler stimmt zu.
Jäger begibt sich in ein Konzentrationslager in Thüringen, um dort nach einem geeigneten sowjetischen Panzerkommandanten zu suchen, und erkennt in Iwuschkin den Offizier wieder, der ihm damals mit seinem Panzer so zugesetzt hatte. Iwuschkin, der sich in diesen drei Jahren trotz Folterungen stets geweigert hat, seinen Namen und Dienstgrad zu nennen, ist nach sieben Fluchtversuchen in das Lager überstellt worden, um dort getötet zu werden. Zunächst weigert er sich, auf Jägers Vorschlag einzugehen, und gibt erst nach, als Jäger droht, die russische Dolmetscherin und Ostarbeiterin Anja zu erschießen.
Iwuschkin wählt unter den Gefangenen des Lagers seine neue Besatzung aus, darunter auch seinen früheren Fahrer Stepan Saweljewitsch Wassiljonok, der sich zufällig auch hier befindet. Dazu kommen der Ladeschütze Serafim Ionow und der Richtschütze Demjan Woltschok. Zunächst sind die Soldaten skeptisch, fassen dann aber Vertrauen zu ihrem neuen Kommandanten. Die Männer bekommen von Jäger den Auftrag, den Panzer zu reparieren, zuvor aber die noch darin befindliche tote Besatzung herauszuholen. Dabei finden sie im Panzer vier Panzer- und zwei Sprenggranaten. Sie erhalten die Erlaubnis, die Gefallenen „wie es sich gehört“ zu bestatten und schmuggeln die sechs Granaten mit den Leichen aus dem Lager. Auf dem Truppenübungsplatz begraben sie die gefallene Besatzung zusammen mit der Munition unter einem Steinhaufen. Iwuschkin plant, mit dem Panzer zu fliehen und sich in die Tschechoslowakei durchzuschlagen.
Während der Zeit, in der der Panzer repariert wird, kommen sich Iwuschkin und Anja näher. Anja warnt Nikolai davor, dass die Deutschen rings um das Übungsgelände Minen verlegt haben, um eine Flucht der Panzerbesatzung zu verhindern. Außerdem bittet sie darum, mitgenommen zu werden, da sie lieber an seiner Seite sterben wolle als in Gefangenschaft zu bleiben. Iwuschkin lehnt jedoch ab.
Während die Männer am Tag des Gefechts auf dem Übungsplatz heimlich die Panzermunition aus dem Versteck holen und den T-34/85 gefechtsbereit machen, schleicht sich Anja mit einem Nachschlüssel in Jägers Büro, stiehlt aus dessen Schreibtisch eine Landkarte und verlässt das Lager, um den Panzer an der Straße abzupassen.
Aufgrund der Minen entschließt sich Iwuschkin, mit dem Panzer durch das Haupttor des Geländes zu brechen. Zu Beginn des Manövers erzeugen die Männer zur Ablenkung einen Rauchvorhang, bevor sie einen der deutschen Panther abschießen. In der allgemeinen Verwirrung gelingt es ihnen, sich dem Beobachtungsturm zu nähern und ihn mit einer Sprenggranate zu zerstören. Dabei kommen die meisten Deutschen darin um, nur Jäger und Guderian können im letzten Moment entkommen. Nachdem der sowjetische Panzer auf dem Parkplatz noch die Luxuskarossen der Nazis zu Schrott gefahren hat, brechen die Männer mit ihm wie geplant durch das Haupttor und fliehen auf der Straße, auf der keine Minen liegen. Dabei treffen sie an einer Bushaltestelle auf Anja, die Iwuschkin die gestohlene Karte überreicht und nun doch mitgenommen wird.
In einer Kleinstadt tanken die Geflüchteten und versorgen sich mit Lebensmitteln und Zivilkleidung. Vor der Weiterfahrt verbrennen sie ihre Häftlingskleidung. Jäger lässt unterdessen Straßensperren errichten, doch es gelingt Iwuschkin, diese mit seinem Panzer querfeldein zu umgehen. Jäger gibt aber nicht auf. Nach einem Aufklärungsflug mit einem Fieseler Storch kann er die Spur der Geflüchteten wieder aufnehmen und beschließt, ihnen in Klingenthal einen Hinterhalt zu legen. Nikolai erkennt jedoch die Gefahr. Nach einer Rast an einem See im Wald weist er Anja an, den Ort zu Fuß zu umgehen und auf einer Viehweide zu warten. Falls die Männer bis zum nächsten Abend nicht auftauchen, soll sie sich alleine zu Fuß Richtung Osten durchschlagen.
In Klingenthal treffen die Männer mit ihrem T-34/85 noch in der Nacht auf vier deutsche Panther. Es gelingt ihnen, nacheinander drei davon zu zerstören, wobei Woltschok schwer verletzt wird. Nun ist neben Iwuschkins T-34 nur noch Jägers Panther übrig. Beide Männer öffnen an ihrem Panzer die Kommandantenluke. Jäger wirft Iwuschkin buchstäblich einen Fehdehandschuh zu. Iwuschkin bittet um fünf Minuten Waffenruhe, um den verwundeten Woltschok bergen zu können.
Auf einer Brücke am Ortsausgang kommt es schließlich zum Showdown. Dabei werden beide Panzer schwer beschädigt, der T-34 verliert eine Kette. Schließlich stürzt Jäger mit seinem Panther von der Brücke in den Fluss. Iwuschkin, Wassiljonok und Ionow geben ihren Panzer auf und machen sich zu Fuß auf den Weg zur Viehweide, wobei sie Woltschok mit sich tragen, und treffen dort auf Anja. Während des Nachspanns sieht man, wie die Männer wieder in der Heimat sind und dort ihren alltäglichen Tätigkeiten nachgehen. Nikolai Iwuschkin kehrt zu seiner Mutter zurück und stellt ihr die – offenbar schwangere – Anja vor.

## Produktion

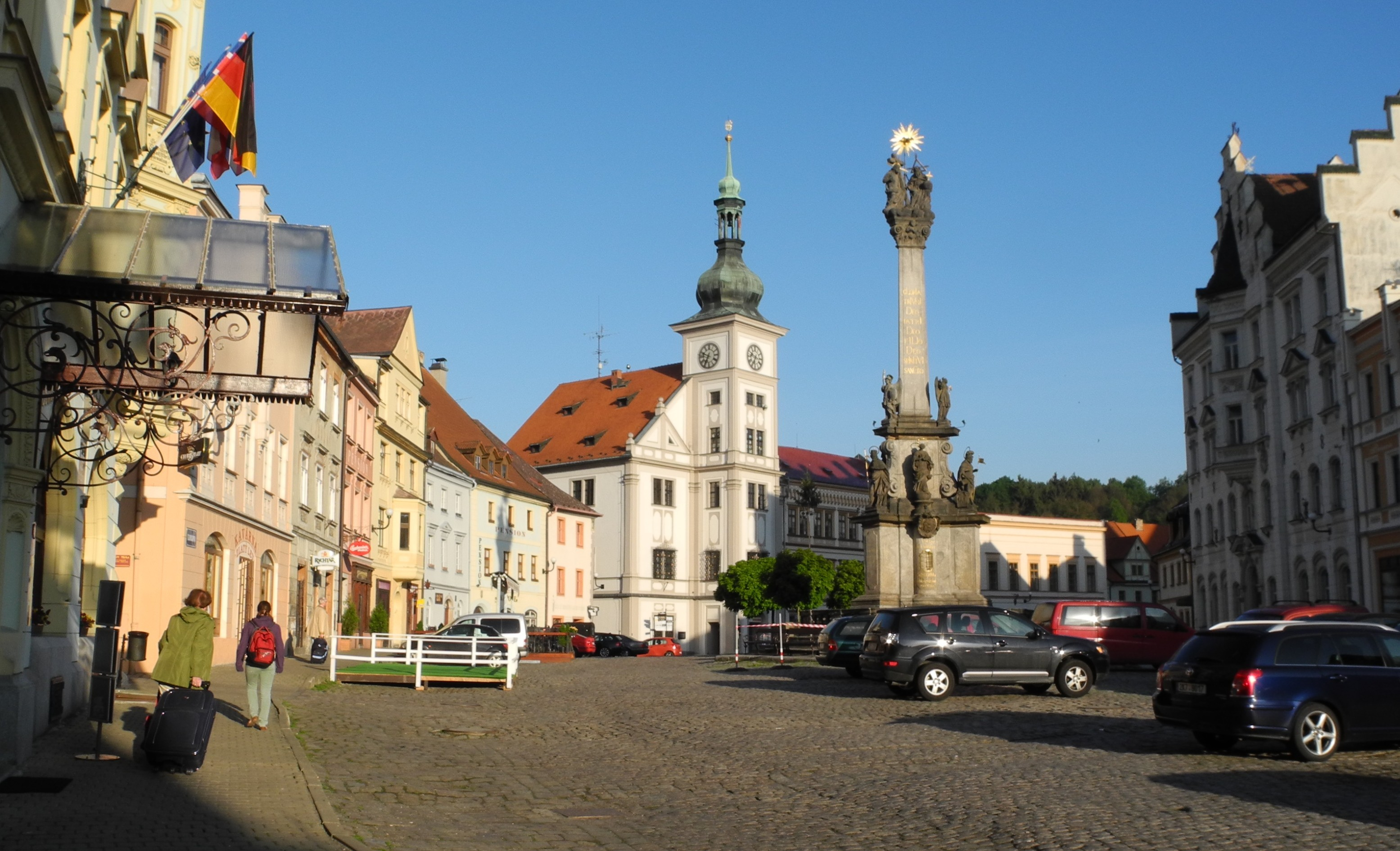
Marktplatz von Loket

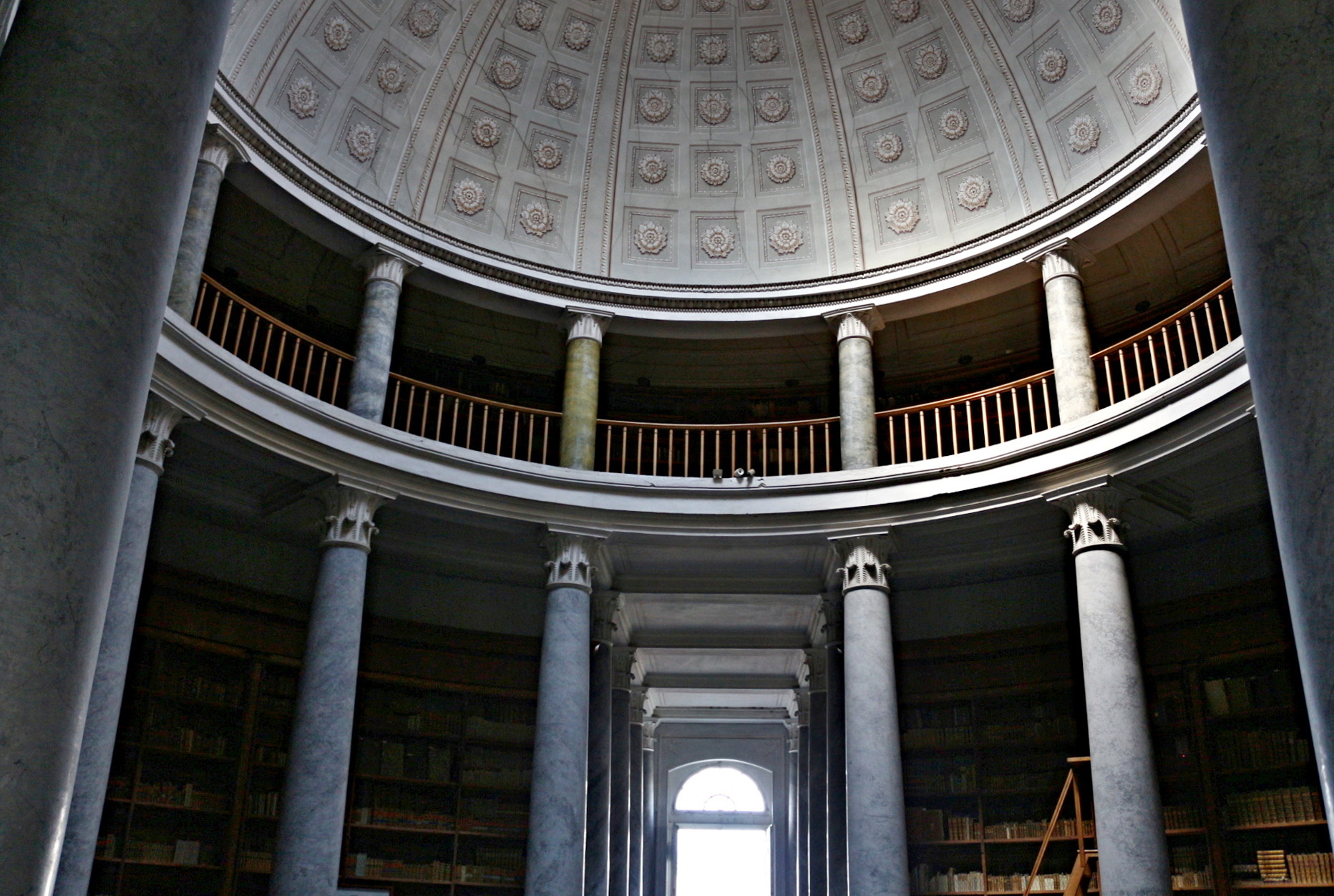
Bibliothek von Schloss Kačina

Die Dreharbeiten zu T-34 fanden zwischen Februar 2016 und Juli 2017 in Russland und in der Tschechischen Republik statt. In der Oblast Kaluga wurde das Dorf für die 1941 spielenden Szenen aufgebaut, teilweise unter Verwendung echter Blockhäuser aus der Zeit des Zweiten Weltkriegs, die anderswo abgebaut und dorthin transloziert worden waren. Drehorte in Tschechien waren vor allem die Innenstadt und die Brücke von Loket sowie Terezín, wo auch auf dem Gelände des ehemaligen KZ Theresienstadt gefilmt wurde. Die Szene mit Heinrich Himmler entstand in der kreisförmigen Bibliothek von Schloss Kačina.
Die Kostüme stammten teilweise von der deutschen Firma Theaterkunst.

## Visuelle Effekte
In T-34 spielen Visuelle Effekte und Computer Generated Imagery eine große Rolle. Speziell bei den Panzergefechten wird auch die Bullet Time ausgiebig genutzt, weshalb manche Kritiker den Film stilistisch mit Matrix verglichen.

## Aufführungen und Einspielergebnisse
Die offizielle Premiere fand in Russland am 1. Januar 2019 statt. Bereits im ersten Monat sahen den Film etwa 9 Millionen Menschen, womit er alleine in diesem Zeitraum mit 2,2 Milliarden Rubel fast das Vierfache des Budgets von 600 Millionen Rubel (ca. 8 Millionen Euro) einspielte und zum finanziell zweiterfolgreichsten russischen Film aller Zeiten nach Sprung an die Spitze (russisch Движение вверх) wurde. Am Eröffnungswochenende spielte er mit 713 Millionen Rubel sogar mehr ein als jeder andere russische Film.
In Deutschland und Österreich kam der Film am 6. Januar 2019 in die Kinos. In der Schweiz startete er am 20. bzw. 21. Februar 2019; hier sahen ihn im Kino insgesamt 466 Menschen.

## Kritiken
Die niederländische Seite www.filmvandaag.nl bemängelte die fehlende historische Realität des Films und schrieb, er sei „eine russische Version der amerikanischen Filme Rambo und Missing in Action aus den 1980er Jahren“. Der Unterschied läge in einer besseren Kameraführung und den Spezialeffekten. Die eigentliche Flucht sei „eine Exodus-Geschichte mit dem T-34 als Stab von Moses“.
n-tv.de bezeichnete T-34 als „fesselnde Weltkriegs-Action“ und als sehenswerten Film, „bei dem zu keinem Zeitpunkt Langeweile aufkommt. Man fiebert als Zuschauer gebannt und gespannt gleichermaßen dem Showdown am Ende des Films entgegen.“
Die Redaktion von Kino.de verglich den Film mit Herz aus Stahl (2014) und lobte Len Blavatnik, der mit Hacksaw Ridge – Die Entscheidung (2016) bereits „ein sicheres Händchen für außergewöhnliche Geschichten aus dem Zweiten Weltkrieg bewiesen“ habe.
Die Moskauer Deutsche Zeitung urteilte, T-34 sei ein „Film ohne Misstöne und bohrende Fragen, dafür mit einer effektvoll neu erzählten alten Geschichte“ und schrieb: „Wenn man es sich aussuchen könnte, wäre man nach 139 Minuten „T-34“ gern Russe“.

## Auszeichnungen
T-34 wurde 2019 von der Association of Cinema and TV Producers (APKiT) als bester Spielfilm ausgezeichnet.
Bei der Jackie Chan Action Film Week 2019 in Datong erhielt der Film die Auszeichnung für den besten Schnitt sowie einen Jury-Sonderpreis.
Von der National Academy of Motion Pictures Arts and Sciences of Russia wurde T-34 in 13 von 15 möglichen Kategorien für einen Golden Eagle Award nominiert. Alexei Sidorow konnte sowohl den Preis für die beste Regie als auch für das beste Drehbuch entgegennehmen. Außerdem wurde der Film für die besten visuellen Effekte ausgezeichnet.

## DVD- und Blu-ray-Veröffentlichung
In Deutschland wurde T-34 am 2. Oktober 2019 von Tiberius Film unter dem Titel T-34 – Das Duell auf DVD, Blu-ray Disc und als Video-on-Demand veröffentlicht. Alle Varianten bieten die Auswahl zwischen der russischen Original- und der deutschen Synchronfassung.

## Sonstiges
Die Geschichte von sowjetischen Kriegsgefangenen, die von einem Testgelände einen erbeuteten T-34 stehlen, um damit zu fliehen, wurde bereits 1964 in dem sowjetischen Film Schaworonok (russisch Жаворонок) der Regisseure Nikita Fjodorowitsch Kurichin und Leonid Isaakowitsch Menaker erzählt.
Die Darsteller von Nikolai Iwuschkin und Anja Iwanowna Jarzewa, Alexander Petrow und Irina Starschenbaum, waren zur Zeit der Dreharbeiten auch privat ein Paar.
Die im Film zu sehende Dampflokomotive 52 7620 befindet sich im Besitz des tschechischen Klubs für Schienenverkehrsgeschichte (KHKD) und war zuvor bereits in dem Film Der letzte Zug zu sehen.